# Хорст, Ульрих Ангельберт фон дер
Ульрих Ангельберт фон дер Хорст (нем. Ulrich Angelbert von der Horst; 1793—1867) — шлезвиг-голштинский военный деятель; генерал.

## Биография
Ульрих Ангельберт фон дер Хорст родился 16 ноября 1793 года в городе Хальберштадте; из дворян.

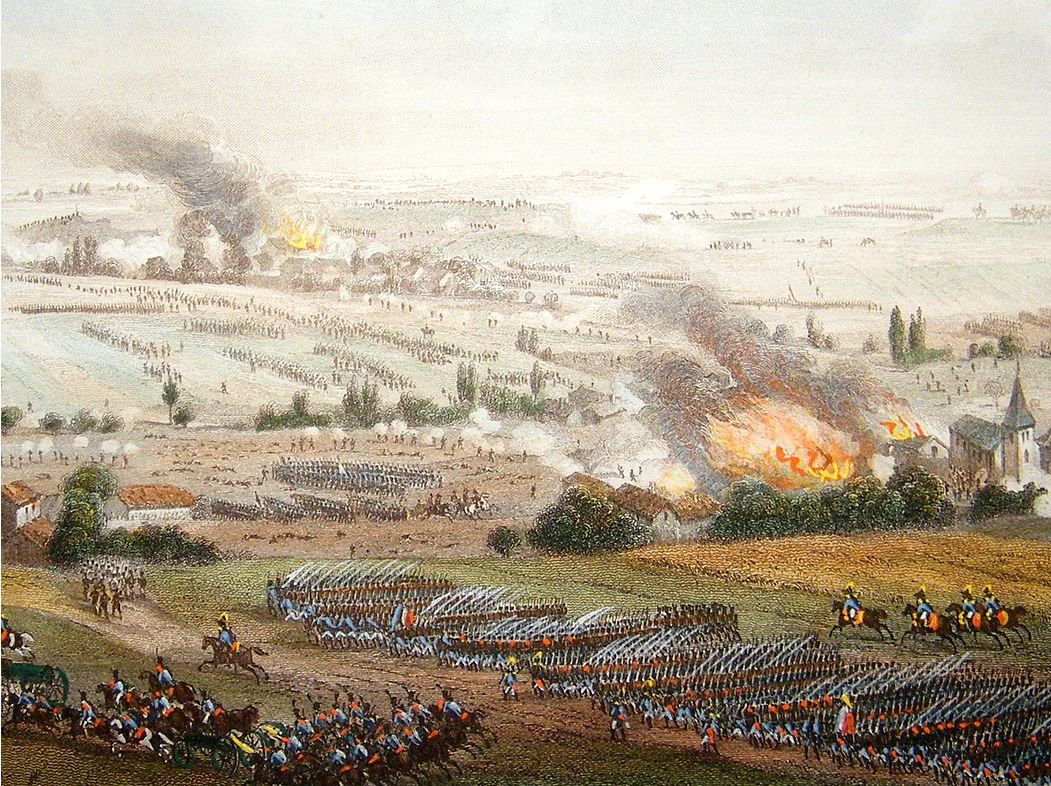
Битва при Линьи

Участвовал в Наполеоновских войнах, сражался в битве при Линьи. Сначала состоял на прусской службе, которую вынужден был оставить, потому что женился на польке.
Во время Датско-прусской войны (1848—1850) поступил на службу в шлезвиг-голштинскую армию, где вскоре своей отвагой обратил на себя внимание. 10 апреля 1850 года бывший прусский генерал-лейтенант Карл Вильгельм Виллизен возглавил 27 тысячное войско герцогств. Наступление, предпринятое Виллизеном в сентябре 1850 года, закончилось неудачей, 7 декабря он сложил с себя обязанности главнокомандующего. Новым главнокомандующим стал генерал фон дер Горст, но боевые действия к тому времени уже прекратились и в 1851 году шлезвиг-голштинская армия была распущена.
Ульрих Ангельберт фон дер Хорст умер 9 мая 1867 года в городе Брауншвейге.